# 四祖寺塔
四祖寺塔位于中华人民共和国湖北省黄冈市黄梅县大河镇四祖寺村，是全国重点文物保护单位。
四祖寺是唐初禅宗四祖道信的道场，始建于唐武德七年（624年），明正德、万历及清同治年间多次重建，现存毗卢塔、众生塔、衣钵塔、灵润桥、四祖殿、蕉云阁及多方摩崖石刻。
毗卢塔又称慈云塔、真身塔，建于唐永徽二年（651年），道信圆寂于此，为方形单层仿木结构砖塔，高11.34米。
众生塔又称鲁班塔、鲁班亭，建于北宋元符二年（1099年），为六角单檐攒尖顶仿木结构石塔，高8米。
衣钵塔建于宋代，四边形塔基，六角形须弥座，宝珠塔刹，高3.17米。

## 文物保护情况
1981年12月30日，以“四祖寺古塔”的名义被湖北省人民政府列为第二批湖北省文物保护单位；2001年6月25日，以“四祖寺塔”的名义被中华人民共和国国务院列为第五批全国重点文物保护单位。
各子项的保护范围和建设控制地带为：
毗卢塔：
保护范围：毗卢塔及周围一定范围。四至：东、西、北面至塔基外20米，南面至塔基外30米。
建设控制地带：以保护范围四至为界，四周向外延伸10米。
众生塔：
保护范围：众生塔及周围一定范围。四至：四周至塔基外10米。
建设控制地带：以保护范围四至为界，南面向外延伸10米，东、西、北面向外延伸5米。
衣钵塔：
保护范围：衣钵塔及周围一定范围。四至：四周至塔基外10米。
建设控制地带：以保护范围四至为界，四周向外延伸10米。
灵润桥：
保护范围：灵润桥及周围一定范围。四至：四周至桥身外30米。
建设控制地带：以保护范围四至为界，四周向外延伸20米。
明月桥：
保护范围：明月桥及周围一定范围。四至：四周至桥身外10米。
建设控制地带：以保护范围四至为界，四周向外延伸10米。